# Nothing,Nowhere
Joseph Edward Mulherin (nacido el 4 de junio de 1992), más conocido profesionalmente como Nothing,Nowhere, es un cantante, rapero, compositor y multinstrumentista estadounidense.
Un artista destacado por su versatilidad e influencia en la musica emo
.
Si bien la musica compuesta por Mulherin está completamente escrita y producida por él, mantiene un grupo de músicos que consiste en asociados que actúan con él para espectáculos en vivo también bajo el nombre de Nothing,Nowhere. La banda ha realizado giras como acto secundario de Grandson, Real Friends, Tiny Moving Parts, Thrice y La Dispute en múltiples eventos en vivo.

## Biografía
Mulherin se crio en Foxborough, Massachusetts, y pasó los veranos en Hyde Park, Vermont. Asistió a la escuela primaria Igo y a la escuela secundaria Ahern. Posteriormente, Mulherin pasó su primer año de escuela secundaria en Xaverian Brothers High School, antes de transferirse a Foxborough High School en su segundo año, donde estudió diseño basado en computadora.

## Carrera musical
En 2015, Mulherin comenzó a cargar canciones en SoundCloud con el nombre de Nothing,Nowhere.. En junio de ese año, lanzó su álbum debut titulado The Nothing,Nowhere LP en Bandcamp. Después de lanzar dos EP, Bummer y Who Are You, con el productor austríaco Oilcolor, el 20 de octubre de 2017 lanzó su debut comercial, Reaper, un álbum de rap emo basado en la guitarra que el New York Times calificó como "uno de los más álbumes pop prometedores del año ". Produjo el álbum con Erik Ron y Jay Vee. La pista "Hopes Up" cuenta con la voz de Chris Carrabba de Dashboard Confessional, y la pista "REM" presenta al rapero de Delaware Lil West. El crítico musical del New York Times, Jon Caramanica, nombró a Reaper como su álbum número uno de 2017.
Mulherin ha tenido varios alias diferentes fuera de "nada, en ninguna parte", en particular: nunca, para siempre, TRAU CHOI y Lil Tofu. Nunca, para siempre fue un pequeño proyecto paralelo que Mulherin lanzó en SoundCloud. TRAU CHOI era una banda entre nada, en ninguna parte. y otros artistas asociados, solo lanzaron una canción de demostración en 2014 y un EP homónimo de 5 pistas en Bandcamp en 2016. Lil Tofu era una parodia del rapero estereotipado de Soundcloud y la cultura emo.
El 16 de febrero de 2018, se confirmó que Mulherin había firmado con Fueled by Ramen cuando lanzó un nuevo sencillo titulado "Ruiner", el primero de varios que aparecerían en su próximo álbum del mismo nombre, que fue lanzado el 13 de abril de 2018. En marzo de 2018, Mulherin canceló su gira debido a una laringitis crónica y una hemorragia de las cuerdas vocales, esto incluyó su primer show europeo en Londres. Del 19 de octubre al 9 de noviembre de 2018, Mulherin estuvo de gira por Europa
El 28 de enero de 2020, Mulherin lanzó un nuevo sencillo titulado "Nightmare", anunciando posteriormente las fechas de una gira mundial. Sin embargo, estas fechas pronto se cancelaron en marzo del mismo año debido a complicaciones relacionadas con la pandemia de COVID-19. El 18 de abril de 2020, Mulherin lanzó un sencillo titulado "Death". El 10 de julio de 2020, Mulherin lanzó un álbum titulado "One Takes: Vol. 1". El álbum presenta versiones de canciones publicadas antes que se grabaron en una sola toma. La publicación musical The Line of Best Fit lo calificó con un 7.5/10, calificando al álbum como una exposición de "la naturaleza cruda del dolor y la comprensión humanos". El 24 de julio de 2020, Mulherin lanzó un sencillo titulado "Lights (4444)". El 18 de septiembre de 2020, Mulherin lanzó un sencillo titulado "Pretend". El 5 de octubre de 2020, Neck Deep anunció nuevas fechas para su gira All Distortions Are Intentional US Tour, con Mulherin como acto secundario.
El 27 de octubre de 2020, Mulherin lanzó un sencillo titulado "Blood" con el cantante de indie rock KennyHoopla y el productor Judge. El 7 de diciembre de 2020, Mulherin anunció su próximo cuarto álbum, Trauma Factory, que se lanzaría el 19 de febrero de 2021. Posteriormente lanzó un nuevo sencillo para el álbum, titulado "Fake Friend".
En marzo de 2023, Mulherin lanzó su quinto álbum de estudio: Void Eternal. El álbum recibió grandes elogios de la crítica y fue descrito como post-hardcore, nu metal y emo. El álbum cuenta con artistas: Pete Wentz, Underoath, Buddy Nielsen, Freddie Dredd, Silverstein, SeeYouSpaceCowboy y Will Ramos.

## Vida personal
Mulherin casi nunca ha consumido alcohol, cigarrillos u otras drogas recreativas, y en su primer año de universidad, se convirtió en vegano.
En agosto de 2018, Mulherin canceló una serie de espectáculos, incluida una aparición en el Reading & Leeds Festival debido a una ansiedad severa. Anteriormente había cancelado programas debido a la depresión y la ansiedad en julio de 2018, y admitió además que estaba buscando tratamiento. En una entrevista con The Fader en noviembre de 2018, Mulherin reveló que había sentido ansiedad y ataques de pánico con regularidad cuando era niño y que los efectos que tuvo en su vida lo llevaron a la depresión.
Antes de crear música, Mulherin tenía interés en el cine. Asistió a la escuela de cine en Burlington College en Vermont y mientras estaba en la universidad, Mulherin cocreó el cortometraje Watcher, que ganó un premio en el Festival Internacional de Cine de Vermont. En 2013, participó en un concurso de la organización Creative Mind Group en el 66° Festival de Cannes en Francia, rodando, dirigiendo y coeditando la película One Day que recibió tres premios.

## Discografía

### Álbumes de estudio
| Álbum                  | Detalles                                                                                           |
| ---------------------- | -------------------------------------------------------------------------------------------------- |
| The Nothing,Nowhere LP | - Lanzamiento: 30 de junio de 2015 - Sello: Independiente - Formato: Descarga digital              |
| Reaper                 | - Lanzamiento: 20 de octubre de 2017 - Sello: DCD2 - Formato: Descarga digital, CD                 |
| Ruiner                 | - Lanzamiento: 13 de abril de 2018 - Sello: Fueled by Ramen - Formato: Descarga digital, CD        |
| Trauma Factory         | - Lanzamiento: 19 de febrero de 2021 - Sello: Fueled by Ramen - Formato: Descarga digital, CD      |
| Void Eternal           | - Lanzamiento: 31 de marzo de 2023 - Sello: Fueled by Ramen - Formato: Descarga digital, CD        |
| Dark Magic             | - Lanzamiento: 9 de febrero de 2024 - Sello: Reapers Realm Records - Formato: Descarga digital, CD |

### EP
| EP                            | Detalles                                                                                     |
| ----------------------------- | -------------------------------------------------------------------------------------------- |
| Bummer                        | - Lanzamiento: 22 de octubre de 2015 - Sello: Synergy - Formato: Descarga digital            |
| Who Are You?                  | - Lanzamiento: 23 de enero de 2016 - Sello: Synergy - Formato: Descarga digital              |
| Bloodlust (con Travis Barker) | - Lanzamiento: 29 de septiembre de 2019 - Sello: Fueled by Ramen - Formato: Descarga digital |